# Mangaba
Mangaba é o fruto da mangabeira (Hancornia speciosa), também chamada de mangaba-ovo. É comestível e utilizado na fabricação de sucos, sorvetes, doces e bebida vinosa. No nordeste é muito apreciada. Sergipe é o maior produtor brasileiro, vindo quase toda a produção da vegetação nativa, embora as primeiras áreas cultivadas estejam entrando em produção. Neste estado, a mangaba é a fruta mais consumida na forma de sorvete e polpa concentrada. Na farmacológia, tem sido promissor com o isolamento de duas misturas de triterpenos, uma delas composta por α-amirina, β-amirina e lupeol e a outra por seis ésteres 3-β-O-acil lupeol, do látex do seu fruto , triterpenos pentacíclicos, com esqueletos semelhantes a α e β-amirina, em geral, é usado em larga escala de atividades farmacológicas que incluem atividade antioxidante, antialérgica, anti-inflamatória, antitumoral, antibacteriana, efeitos gastroprotetivos e hepatoprotetivos.

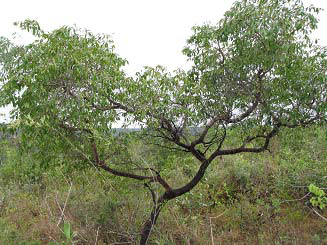
Uma pequena mangabeira

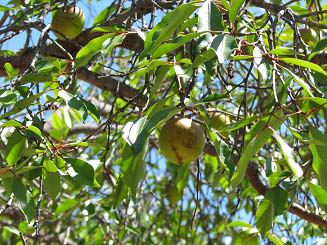
Mangaba em uma mangabeira. Ano de 2008

A mangabeira é uma árvore que pode atingir os sete metros de altura, pertencendo à família das apocináceas. Seu látex é usado para fazer uma borracha de cor rosada. Sua madeira é de cor avermelhada, com folhas em formato elíptico e flores grandes. É nativa do Brasil, sendo encontrada do norte até o sudeste. Também ocorre no Paraguai e leste do Peru.
No estado do Ceará, há uma cidade que recebeu o nome dessa árvore, devido à sua ocorrência natural na região, Lavras da Mangabeira, em área de cerrado e ecótonos com a floresta caducifólia espinhosa.
Seu nome provém do tupi mangaba.